# Leichtathletik-Weltmeisterschaften 2011/200 m der Männer

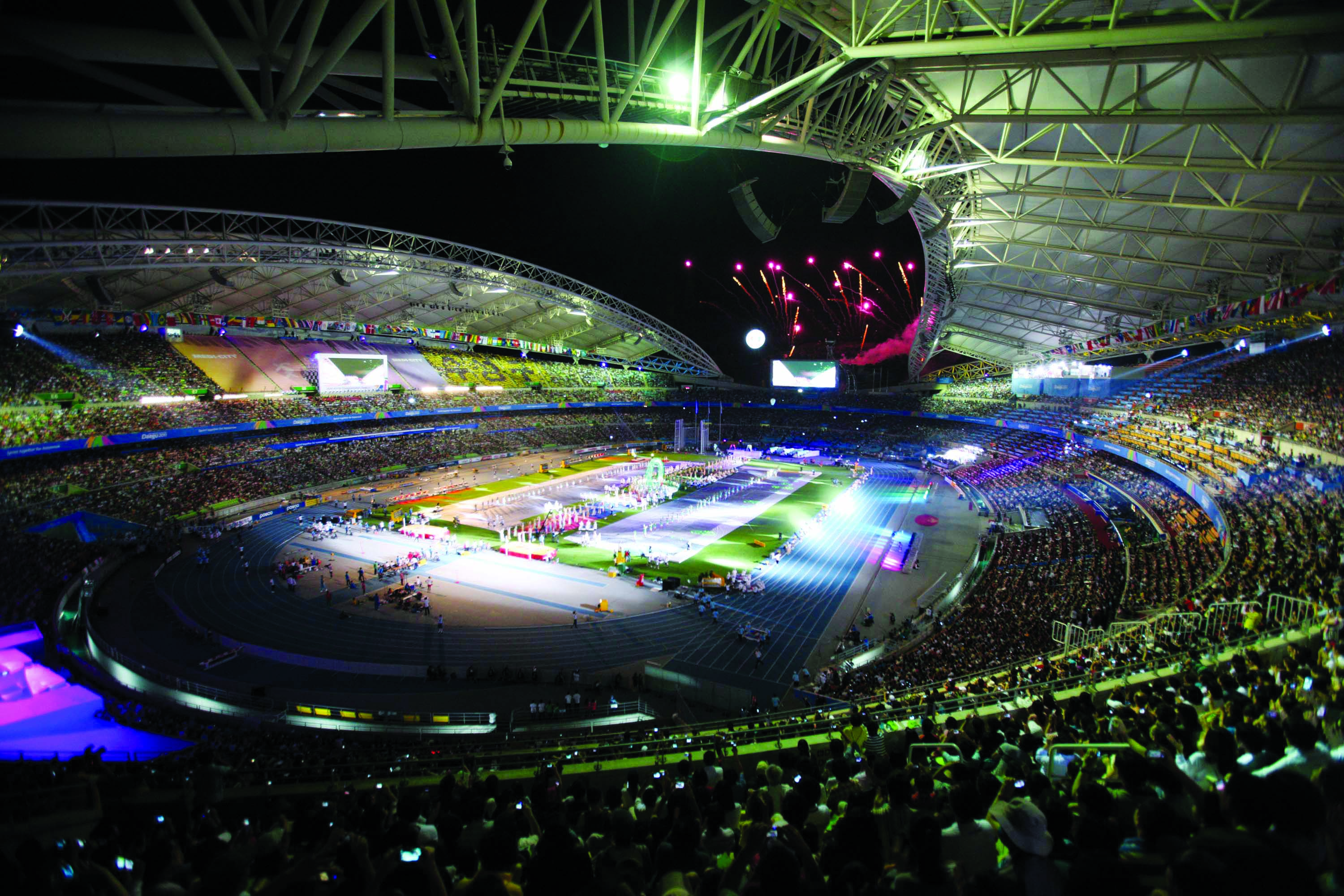
Das Daegu-Stadion im Jahr 2010

Der 200-Meter-Lauf der Männer bei den Leichtathletik-Weltmeisterschaften 2011 wurde am 2. und 3. September 2011 im Daegu-Stadion der südkoreanischen Stadt Daegu ausgetragen.
Weltmeister wurde der jamaikanische Titelverteidiger, aktuelle Olympiasieger, WM-Zweite von 2007 und Weltrekordinhaber Usain Bolt, der auch über 100 Meter 2009 Weltmeister und 2008 Olympiasieger war. Außerdem hatte er mit der 4-mal-100-Meter-Staffel seines Landes 2009 WM-Gold und 2007 WM-Silber gewonnen. Auch bei diesen Weltmeisterschaften gab es für ihn wiederum Staffelgold.

Den zweiten Rang belegte der US-amerikanische Olympiadritte von 2008 Walter Dix, der auch über 100 Meter 2008 Olympiabronze gewonnen hatte und hier in Daegu sechs Tage zuvor Zweiter über 100 Meter geworden war.

Bronze ging an den Franzosen Christophe Lemaitre. Am Tag darauf gab es außerdem Silber für ihn mit der französischen Sprintstaffel.

## Bestehende Rekorde
| Weltrekord               | 19,19 s | Usain Bolt | WM 2009 in Berlin, Deutschland | 20. August 2009 |
| Weltmeisterschaftsrekord | 19,19 s | Usain Bolt | WM 2009 in Berlin, Deutschland | 20. August 2009 |

Die Windbedingungen waren in zahlreichen Rennen nicht günstig, häufig hatten die Sprinter mit Gegenwind zu kämpfen. Im Finale gab es allerdings eine Rückenwindunterstützung von 0,8 m/s. Der bestehende WM-Rekord wurde bei diesen Weltmeisterschaften nicht eingestellt und nicht verbessert.
Es wurden eine Weltjahresbestleistung und ein Landesrekord aufgestellt.
- Weltjahresbestleistung: 19,40 s –  Usain Bolt (Jamaika), Finale am 3. September bei einem Rückenwind von 0,8 m/s
- Landesrekord: 19,80 s –  Christophe Lemaitre (Frankreich), Finale (3. September / Wind: +0,8 m/s)

## Wettkampfrunden
In diesem Wettbewerb blieb es bei der Regelung wie bei den Weltmeisterschaften zuvor. Es gab aufgrund der nicht so hohen Teilnehmerzahlen keine Vorausscheidungsrunde, wie sie über 100 Meter eingeführt worden war.

## Vorrunde
Die Vorrunde wurde in sieben Läufen durchgeführt. Die ersten drei Athleten pro Lauf – hellblau unterlegt – sowie die darüber hinaus drei zeitschnellsten Teilnehmer – hellgrün unterlegt – qualifizierten sich für das Halbfinale.

### Vorlauf 1

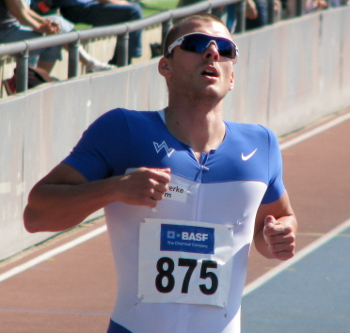
Sebastian Ernst – ausgeschieden als Sechster in 20,95 s
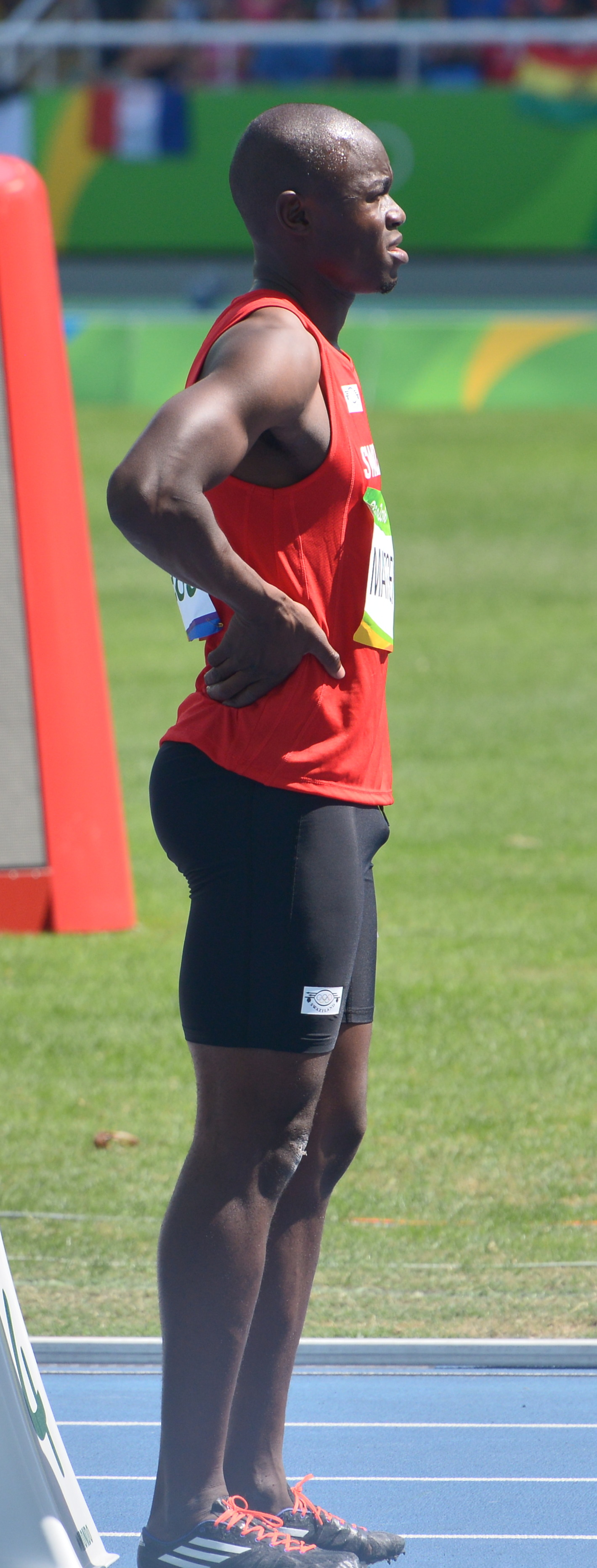
Sibusiso Matsenjwa – ausgeschieden als Siebter in 21,29 s

2. September, 11:10 Uhr
Wind: +0,3 m/s
| Platz | Name                      | Nation              | Zeit (s) |
| ----- | ------------------------- | ------------------- | -------- |
| 1     | Walter Dix                | USA                 | 20,42    |
| 2     | Amr Ibrahim Mostafa Seoud | Ägypten             | 20,44    |
| 3     | Kim Collins               | St. Kitts und Nevis | 20,52    |
| 4     | Femi Ogunode              | Katar               | 20,54    |
| 5     | Marc Schneeberger         | Schweiz             | 20,81    |
| 6     | Sebastian Ernst           | Deutschland         | 20,95    |
| 7     | Sibusiso Matsenjwa        | Swasiland           | 21,29    |
| 8     | Roudy Monrose             | Haiti               | 22,18    |

### Vorlauf 2

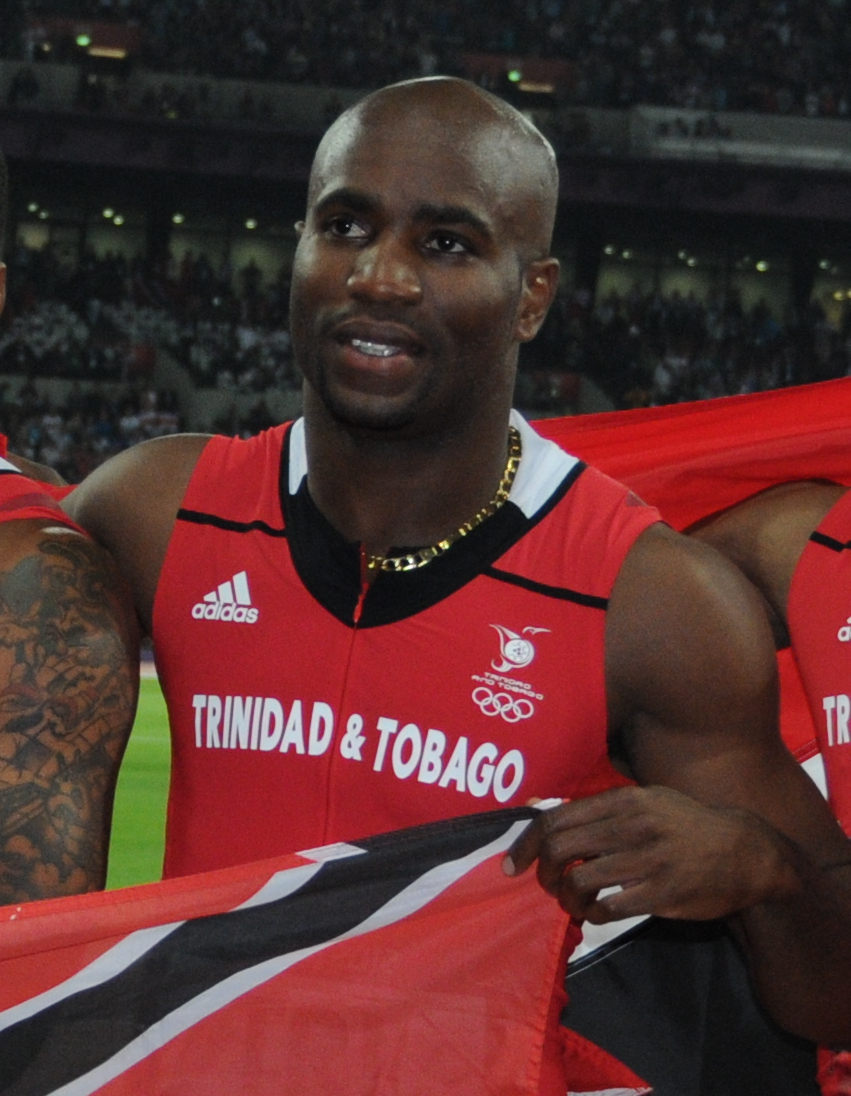
Emmanuel Callender – ausgeschieden als Siebter in 20,97 s

2. September, 11:18 Uhr
Wind: −0,3 m/s
| Platz | Name               | Nation              | Zeit (s) |
| ----- | ------------------ | ------------------- | -------- |
| 1     | Usain Bolt         | Jamaika             | 20,30    |
| 2     | Michael Mathieu    | Bahamas             | 20,46    |
| 3     | Pavel Maslák       | Tschechien          | 20,63    |
| 4     | Christian Malcolm  | Großbritannien      | 20,66    |
| 5     | Churandy Martina   | Niederlande         | 20,70    |
| 6     | Bryan Barnett      | Kanada              | 20,75    |
| 7     | Emmanuel Callender | Trinidad und Tobago | 20,97    |

### Vorlauf 3

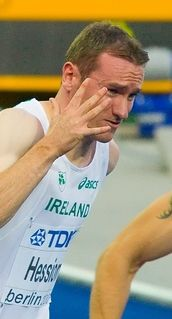
Paul Hession – ausgeschieden als Vierter in 21,02 s
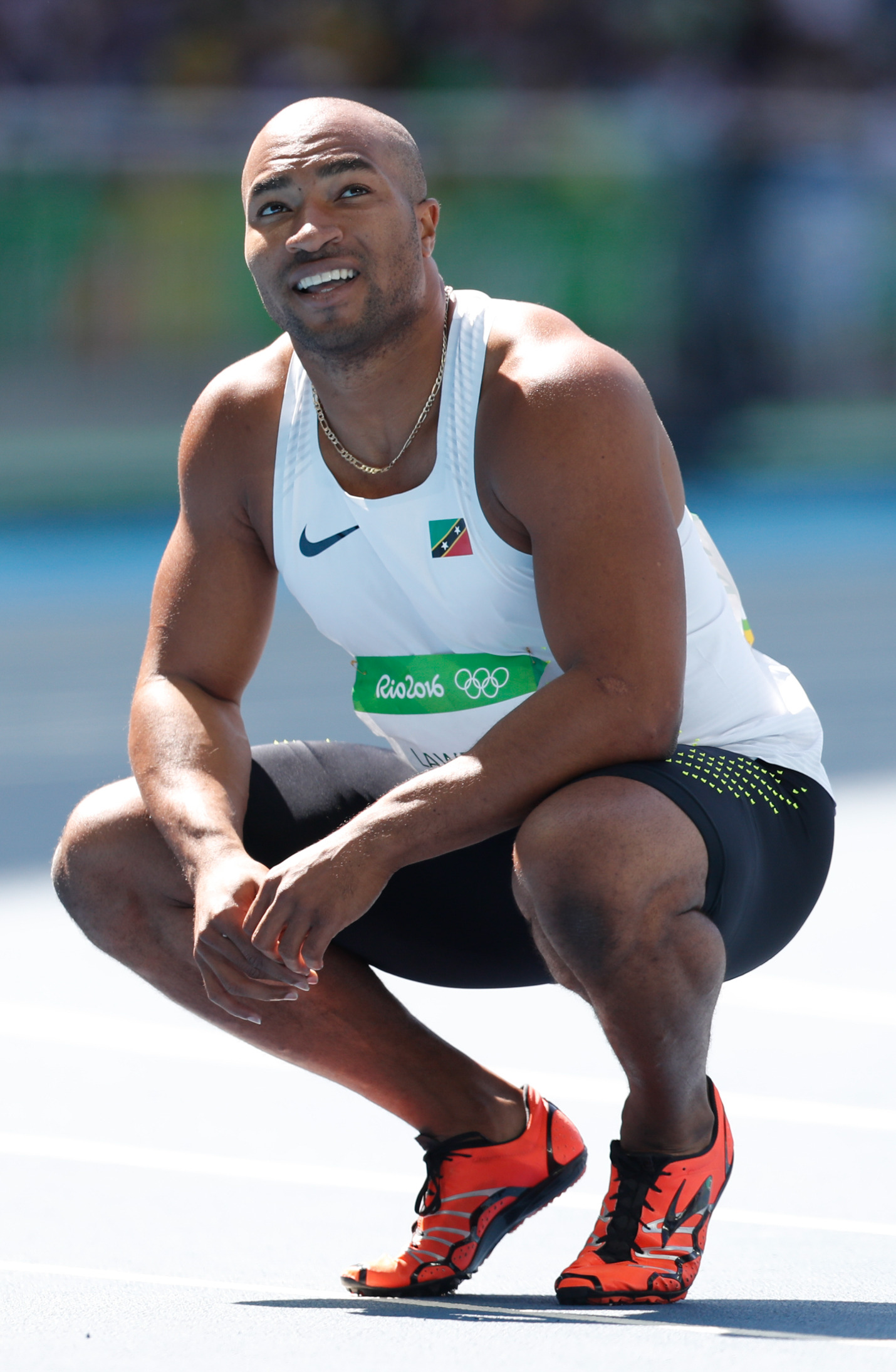
Brijesh Lawrence – ausgeschieden als Fünfter in 21,16 s

2. September, 11:26 Uhr
Wind: −1,1 m/s
| Platz | Name                | Nation              | Zeit (s) |
| ----- | ------------------- | ------------------- | -------- |
| 1     | Jaysuma Saidy Ndure | Norwegen            | 20,65    |
| 2     | Darvis Patton       | USA                 | 20,80    |
| 3     | Jonathan Åstrand    | Finnland            | 20,87    |
| 4     | Paul Hession        | Irland              | 21,02    |
| 5     | Brijesh Lawrence    | St. Kitts und Nevis | 21,16    |
| 6     | Rolando Palacios    | Honduras            | 21,22    |
| 7     | Yōichi Kobayashi    | Japan               | 21,27    |
| 8     | Khalilur Rahman     | Bangladesch         | 21,53    |

### Vorlauf 4

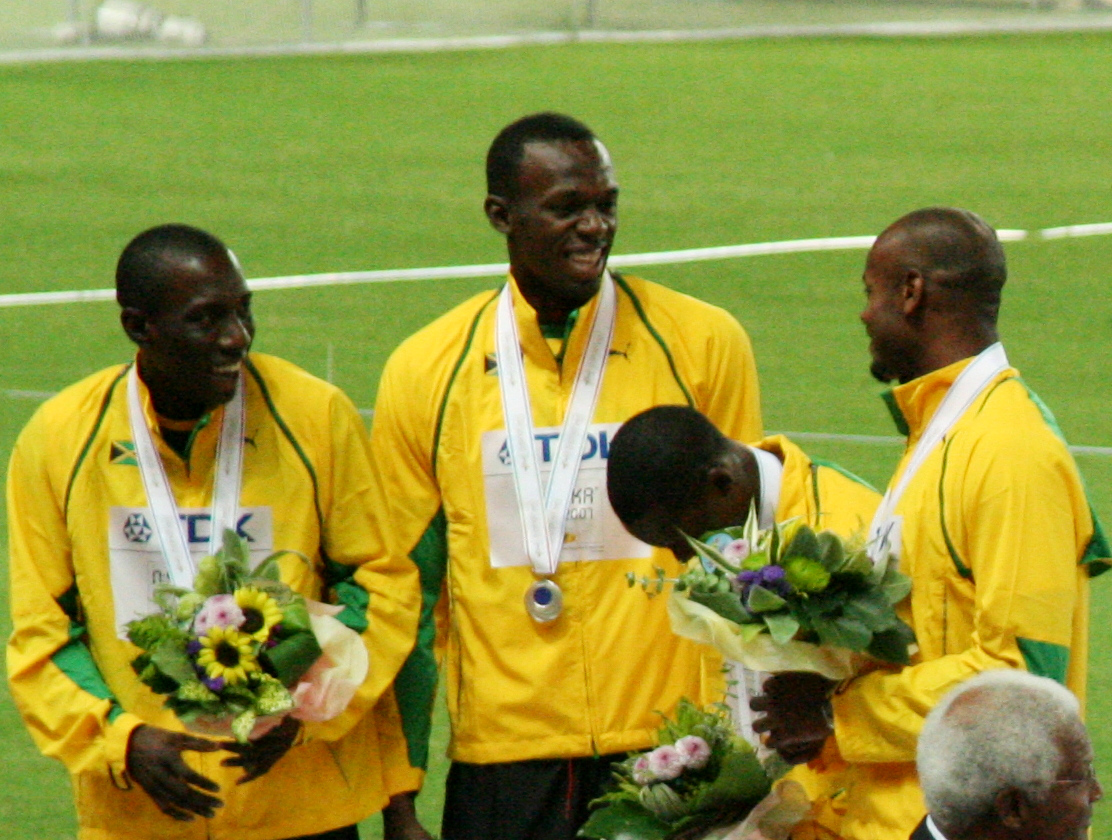
Marvin Anderson (ganz links) – ausgeschieden als Vierter in 21,09 s
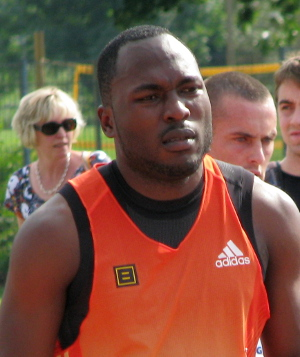
Alex Wilson – ausgeschieden als Fünfter in 21,09 s

2. September, 11:34 Uhr
Wind: −1,1 m/s
| Platz | Name                | Nation              | Zeit (s) |
| ----- | ------------------- | ------------------- | -------- |
| 1     | Christophe Lemaitre | Frankreich          | 20,51    |
| 2     | Shinji Takahira     | Japan               | 20,87    |
| 3     | Mosito Lehata       | Lesotho             | 21,09    |
| 4     | Marvin Anderson     | Jamaika             | 21,09    |
| 5     | Lebogang Moeng      | Südafrika           | 21,09    |
| 6     | Alex Wilson         | Schweiz             | 21,25    |
| 7     | Leeroy Henriette    | Seychellen          | 21,83    |
| DNS   | Brendan Christian   | Antigua und Barbuda |          |

### Vorlauf 5

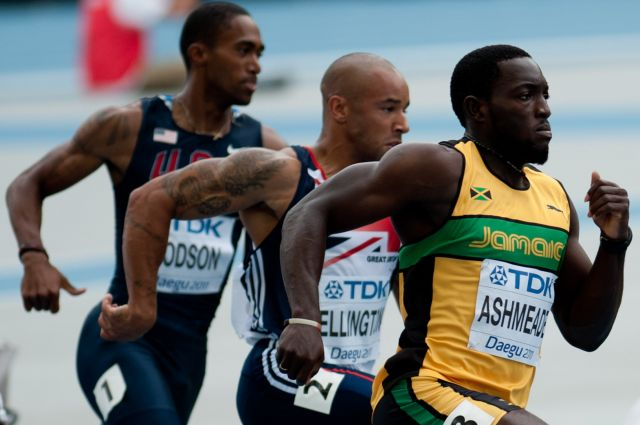
Fünfter Vorlauf (v. l. n. r.): Jeremy Dodson, James Ellington, Nickel Ashmeade
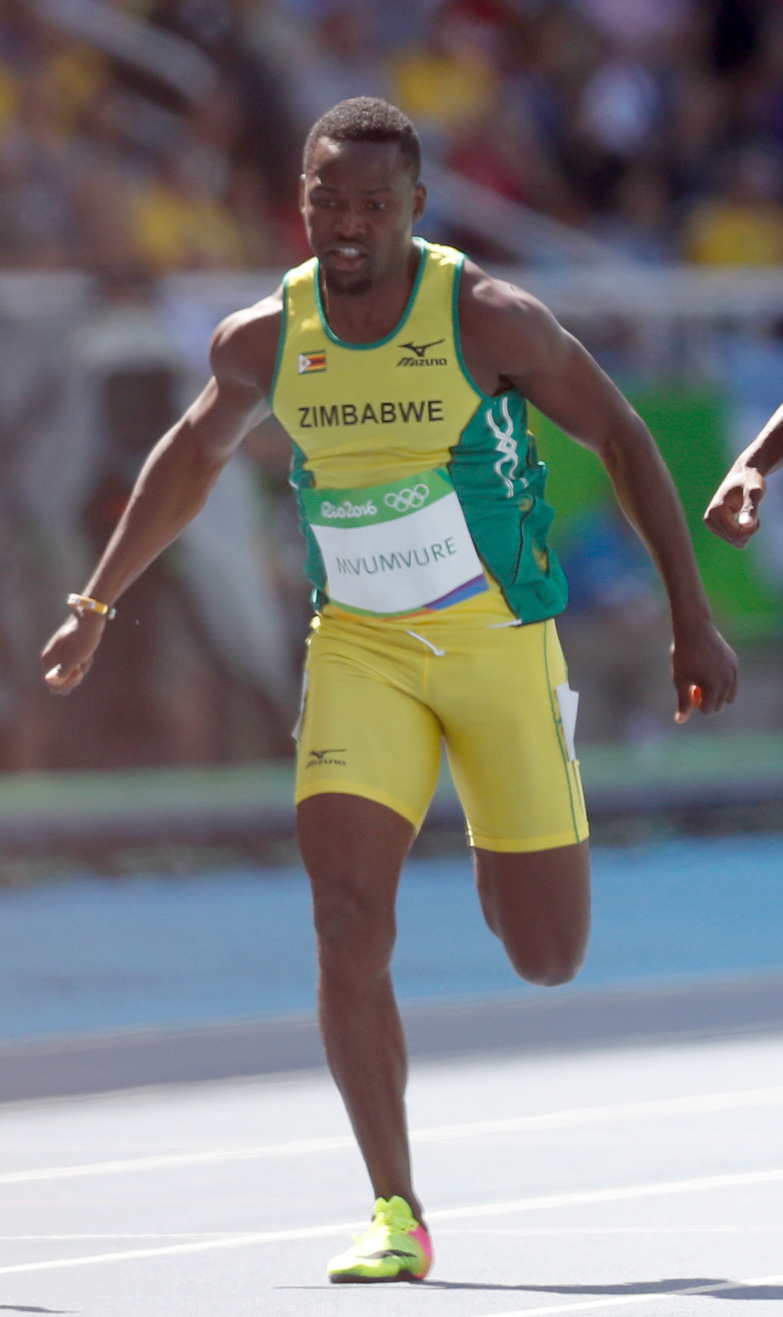
Gabriel Mvumvure schied im fünften Vorlauf als Fünfter in 21,11 s aus

2. September, 11:42 Uhr
Wind: −0,8 m/s
| Platz | Name             | Nation                       | Zeit (s) |
| ----- | ---------------- | ---------------------------- | -------- |
| 1     | Nickel Ashmeade  | Jamaika                      | 20,47    |
| 2     | Sandro Viana     | Brasilien                    | 20,62    |
| 3     | Hitoshi Saitō    | Japan                        | 20,80    |
| 4     | James Ellington  | Großbritannien               | 20,82    |
| 5     | Jeremy Dodson    | Samoa                        | 20,92    |
| 6     | Gabriel Mvumvure | Simbabwe                     | 21,11    |
| 7     | Calvin Dascent   | Amerikanische Jungferninseln | 21,15    |

### Vorlauf 6

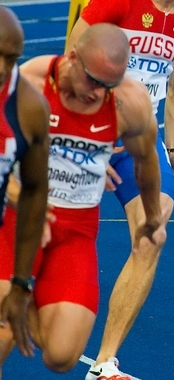
Jared Connaughton – ausgeschieden als Vierter in 20,83 s
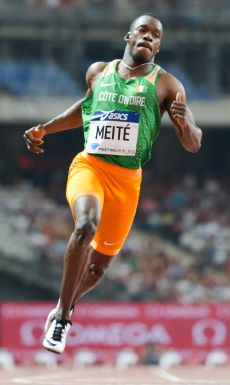
Ben Youssef Meité – ausgeschieden als Fünfter in 20,97 s
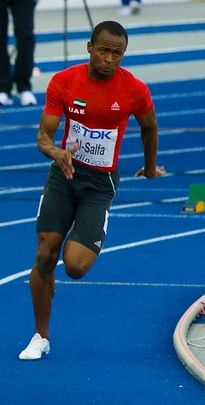
Omar Jouma Bilal Al-Salfa – ausgeschieden als Siebter in 21,45 s

2. September, 11:50 Uhr
Wind: +0,4 m/s
| Platz | Name                | Nation                       | Zeit (s) |
| ----- | ------------------- | ---------------------------- | -------- |
| 1     | Alonso Edward       | Panama                       | 20,55    |
| 2     | Bruno de Barros     | Brasilien                    | 20,63    |
| 3     | Amaru Reto Schenkel | Schweiz                      | 20,77    |
| 4     | Jared Connaughton   | Kanada                       | 20,83    |
| 5     | Ben Youssef Meité   | Elfenbeinküste               | 20,97    |
| 6     | Thuso Mpuang        | Südafrika                    | 21,07    |
| 7     | Omar Jouma al-Salfa | Vereinigte Arabische Emirate | 21,45    |
| 8     | Luka Račić          | Montenegro                   | 22,73    |

### Vorlauf 7

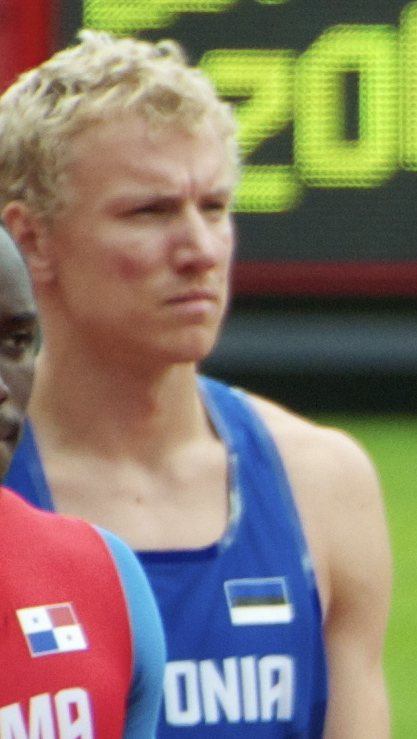
Marek Niit – ausgeschieden als Fünfter in 20,90 s
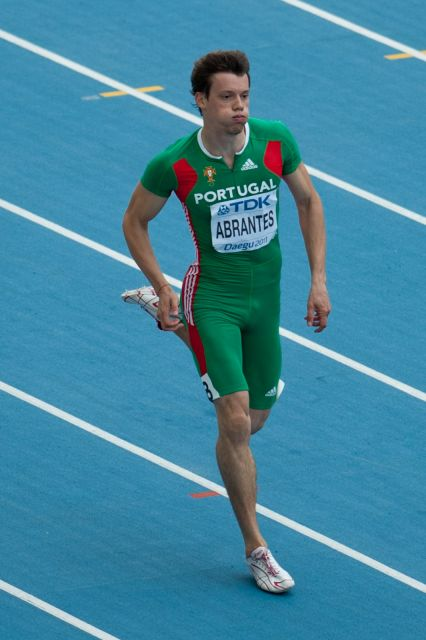
Arnaldo Abrantes – ausgeschieden als Siebter in 21,10 s
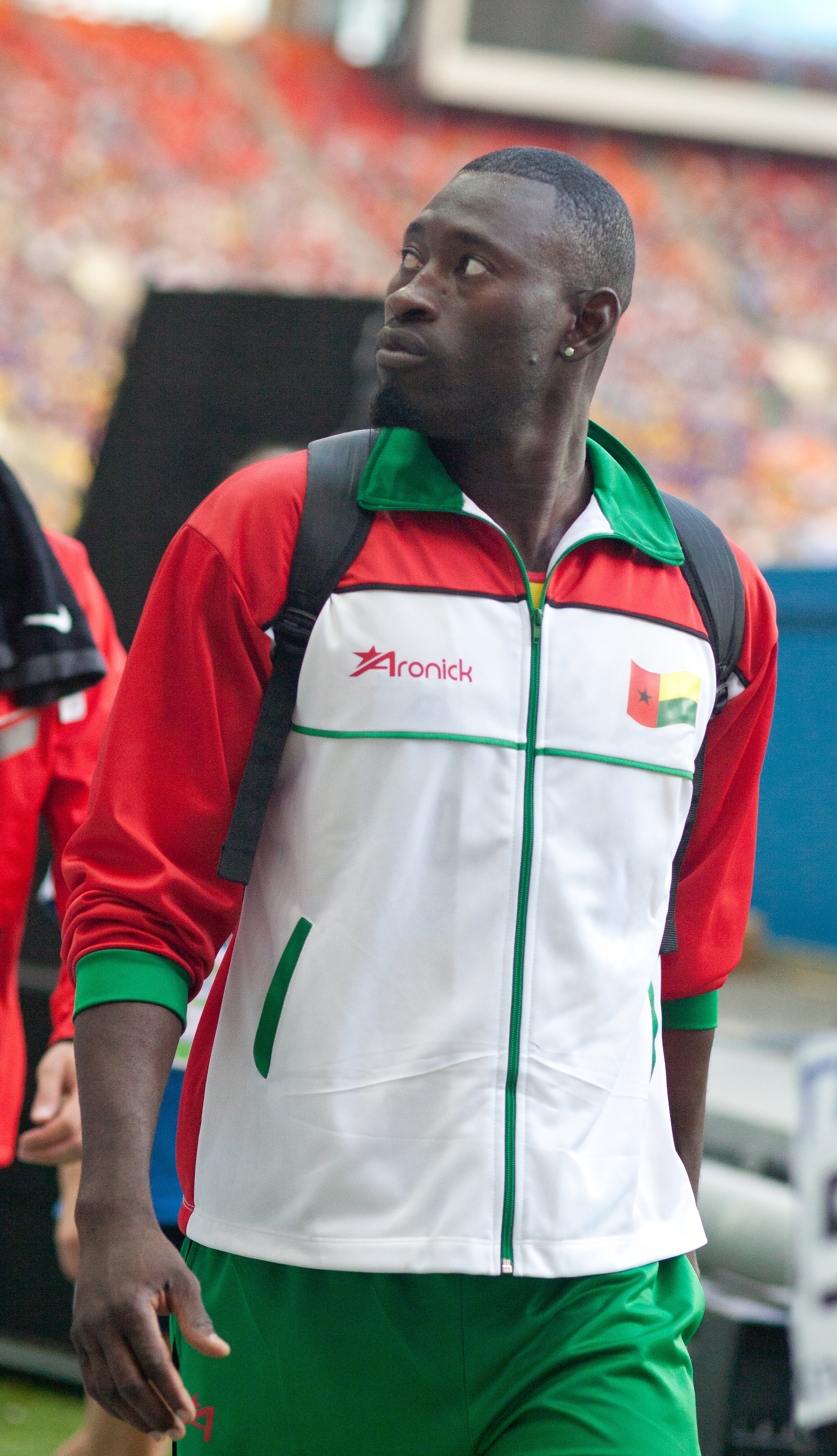
Holder da Silva – ausgeschieden als Achter in 21,82 s

2. September, 11:58 Uhr
Wind: −0,7 m/s
| Platz | Name             | Nation              | Zeit (s) |
| ----- | ---------------- | ------------------- | -------- |
| 1     | Rondel Sorrillo  | Trinidad und Tobago | 20,68    |
| 2     | Mario Forsythe   | Jamaika             | 20,68    |
| 3     | Michael Herrera  | Kuba                | 20,76    |
| 4     | Daniel Grueso    | Kolumbien           | 20,87    |
| 5     | Marek Niit       | Estland             | 20,90    |
| 6     | Nilson Andrè     | Brasilien           | 20,93    |
| 7     | Arnaldo Abrantes | Portugal            | 21,10    |
| 8     | Holder da Silva  | Guinea-Bissau       | 21,82    |

## Halbfinale
Aus den drei Halbfinalläufen qualifizierten sich die jeweils ersten beiden Athleten – hellblau unterlegt – sowie die darüber hinaus zwei zeitschnellsten Läufer – hellgrün unterlegt – für das Finale.

### Halbfinallauf 1
2. September, 19:55 Uhr
Wind: −1,0 m/s
| Platz | Name                | Nation              | Zeit (s)                    |
| ----- | ------------------- | ------------------- | --------------------------- |
| 1     | Christophe Lemaitre | Frankreich          | 20,17                       |
| 2     | Nickel Ashmeade     | Jamaika             | 20,32                       |
| 3     | Femi Ogunode        | Katar               | 20,58                       |
| 4     | Kim Collins         | St. Kitts und Nevis | 20,64                       |
| 5     | Pavel Maslák        | Tschechien          | 20,87                       |
| DNF   | Michael Mathieu     | Bahamas             |                             |
| DSQ   | Sandro Viana        | Brasilien           | IAAF Rule 162.8 – Fehlstart |
| DNS   | Mosito Lehata       | Lesotho             |                             |

Im ersten Halbfinale ausgeschiedene Sprinter:

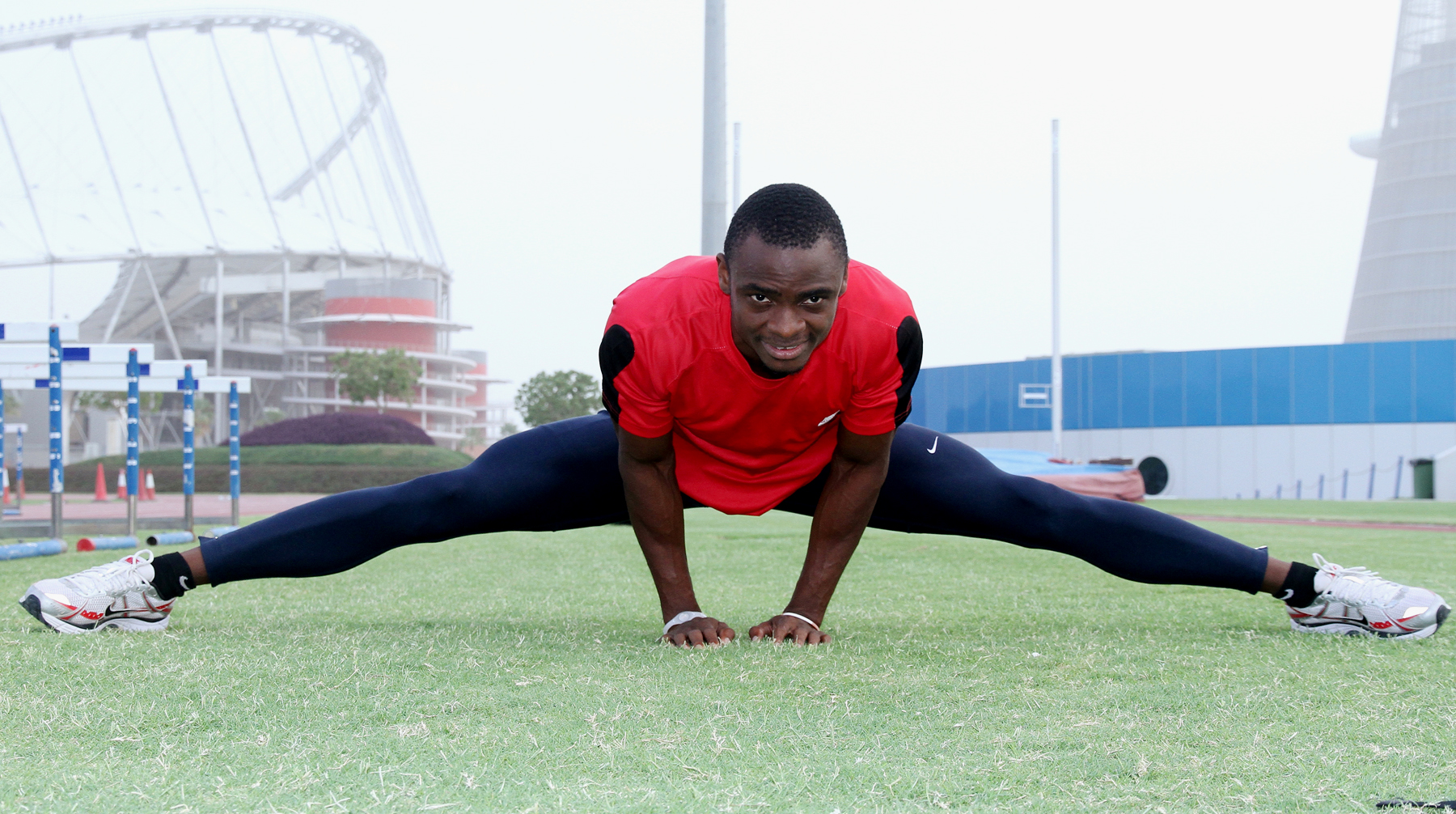
Femi Ogunode Rang drei in 20,58 s
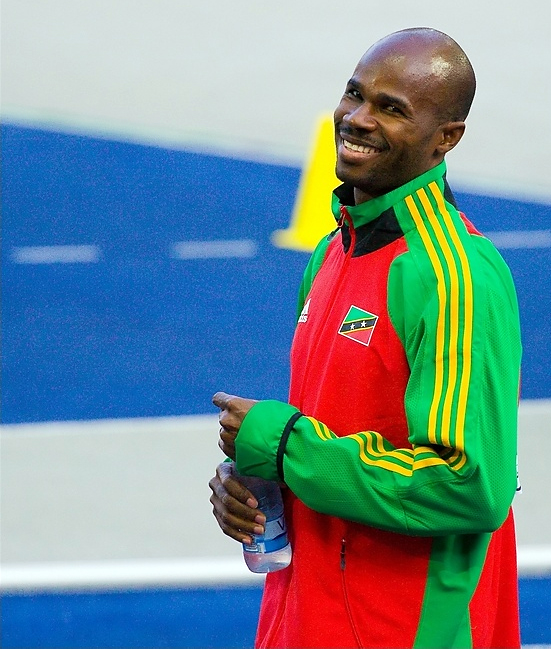
Kim Collins – sechs Tage zuvor Bronze über 100 Meter – Rang vier in 20,64 s
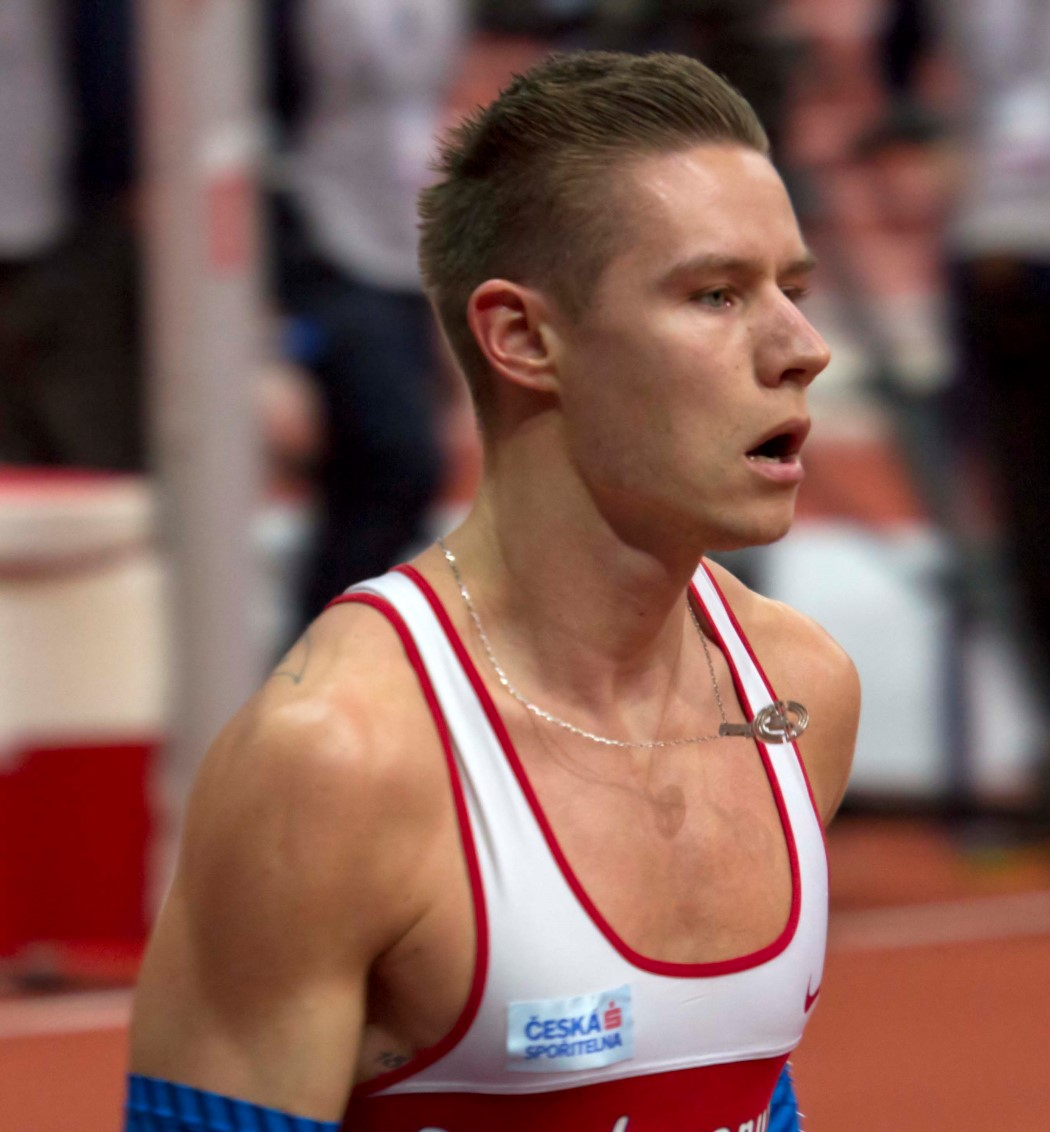
Pavel Maslák Rang fünf in 20,87 s
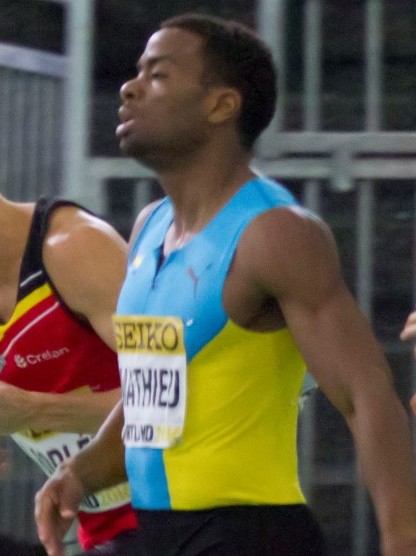
Michael Mathieu Ziel nicht erreicht
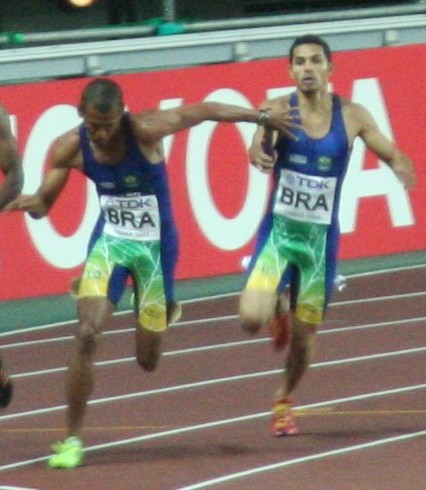
Sandro Viana (links) disqualifiziert nach Fehlstart

### Halbfinallauf 2

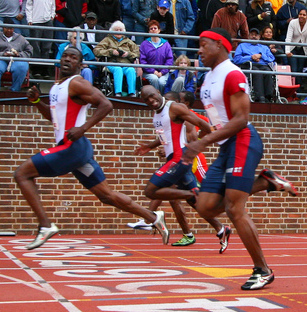
Darvis Patton (Mitte) – ausgeschieden als Fünfter in 20,72 s
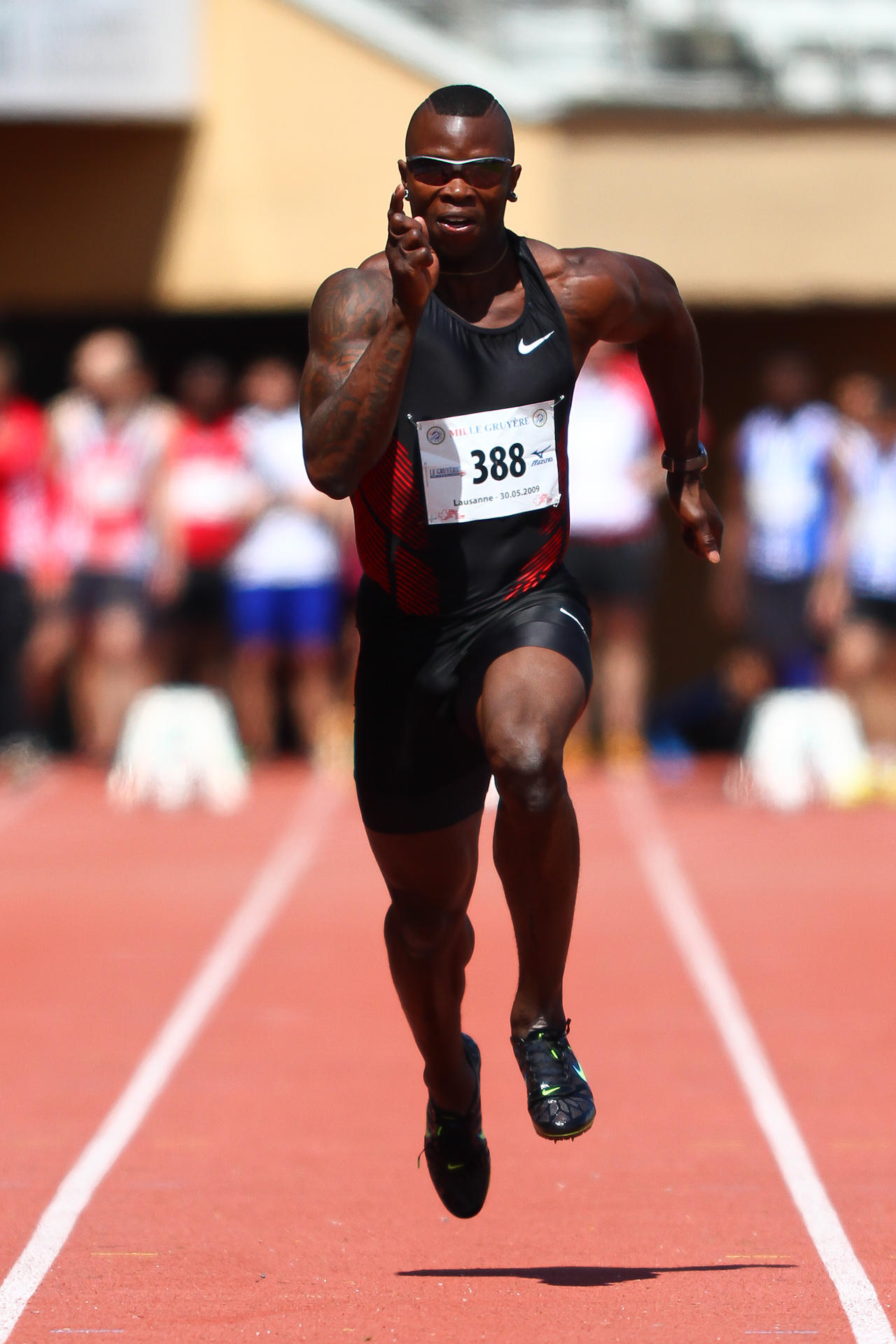
Amaru Reto Schenkel – ausgeschieden als Siebter in 21,18 s
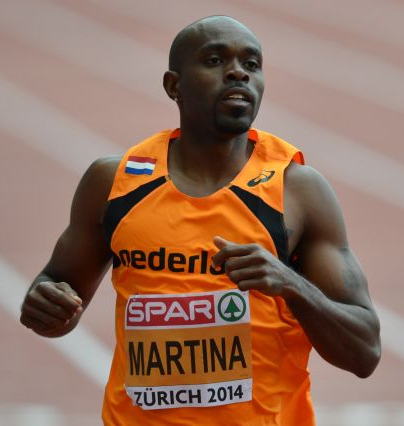
Churandy Martina – zum Halbfinale nicht angetreten

2. September, 20:03 Uhr
Wind: −1,0 m/s
| Platz | Name                | Nation              | Zeit (s) |
| ----- | ------------------- | ------------------- | -------- |
| 1     | Usain Bolt          | Jamaika             | 20,31    |
| 2     | Jaysuma Saidy Ndure | Norwegen            | 20,50    |
| 3     | Bruno de Barros     | Brasilien           | 20,54    |
| 4     | Rondel Sorrillo     | Trinidad und Tobago | 20,56    |
| 5     | Darvis Patton       | USA                 | 20,72    |
| 6     | Hitoshi Saitō       | Japan               | 21,17    |
| 7     | Amaru Reto Schenkel | Schweiz             | 21,18    |
| DNS   | Churandy Martina    | Niederlande         |          |

### Halbfinallauf 3

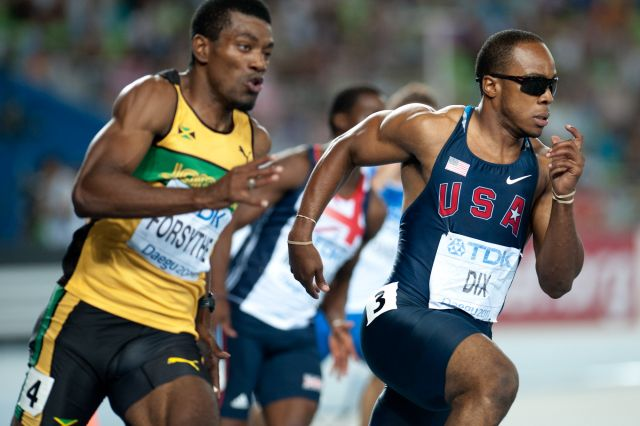
Drittes Halbfinale: Mario Forsythe (li., ausgeschieden), Walter Dix (re., Sieger), im Hintergrund: Christian Malcolm (ausgeschieden)
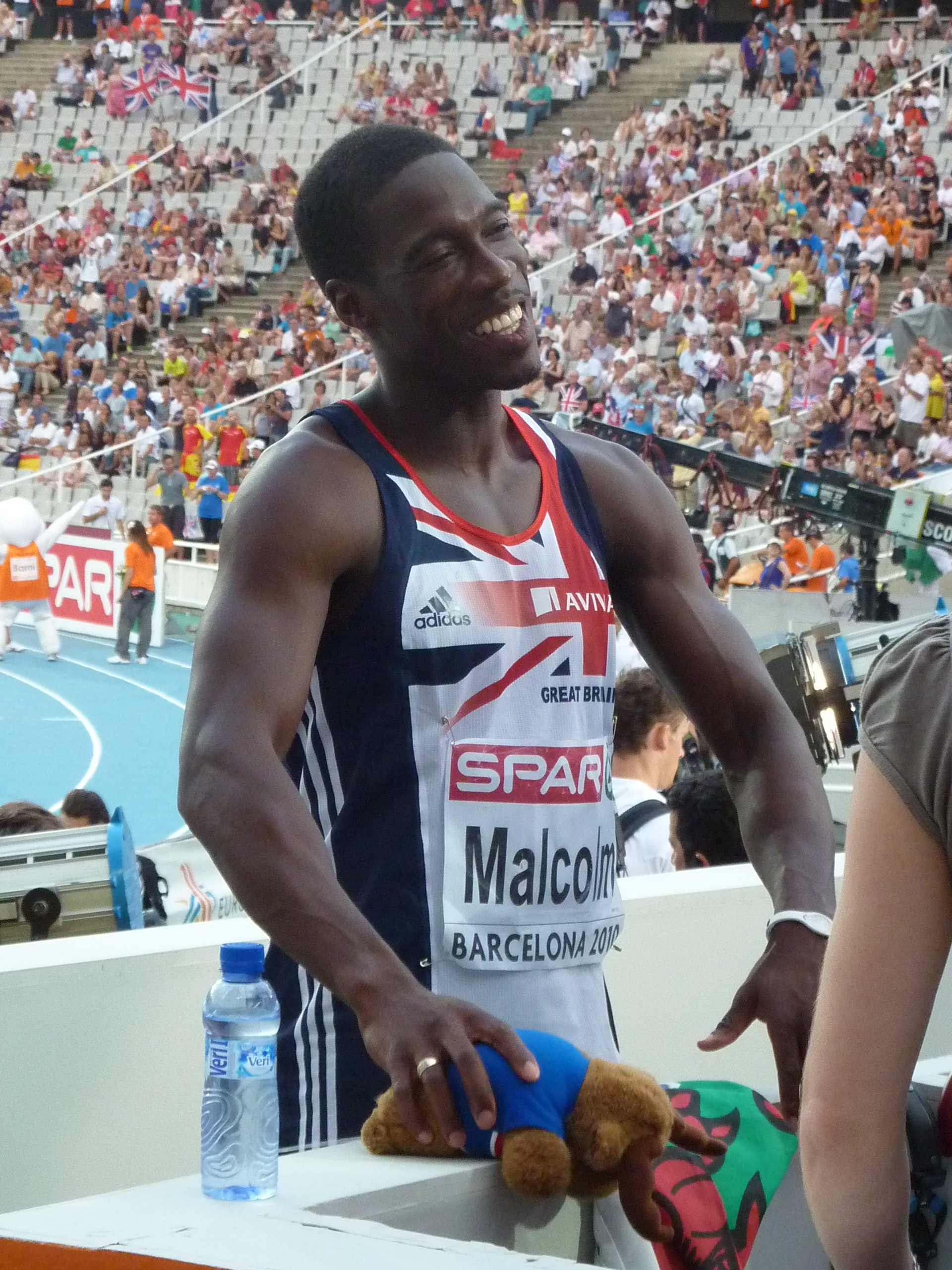
Christian Malcolm – ausgeschieden als Fünfter in 20,88 s
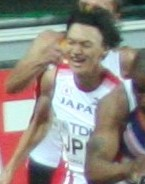
Shinji Takahira – ausgeschieden als Sechster in 20,90 s

2. September, 20:11 Uhr
Wind: −0,7 m/s
| Platz | Name                      | Nation         | Zeit (s) |
| ----- | ------------------------- | -------------- | -------- |
| 1     | Walter Dix                | USA            | 20,37    |
| 2     | Alonso Edward             | Panama         | 20,52    |
| 3     | Mario Forsythe            | Jamaika        | 20,63    |
| 4     | Michael Herrera           | Kuba           | 20,75    |
| 5     | Christian Malcolm         | Großbritannien | 20,88    |
| 6     | Shinji Takahira           | Japan          | 20,90    |
| 7     | Jonathan Åstrand          | Finnland       | 21,03    |
| 8     | Amr Ibrahim Mostafa Seoud | Ägypten        | 21,15    |

## Finale

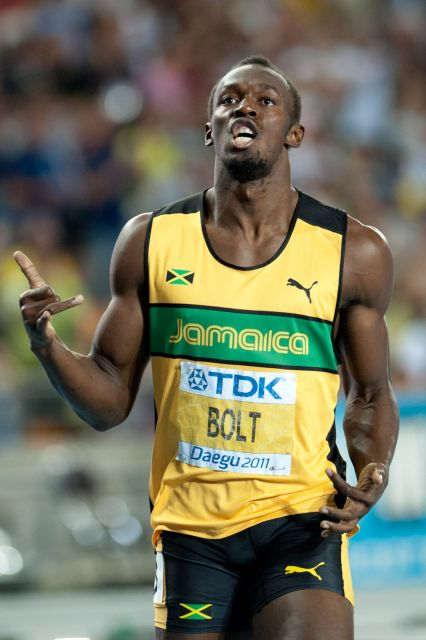
Usain Bolt – der aktuelle Olympiasieger und Weltrekordhalter verteidigte seinen Titel souverän

3. September, 21:20 Uhr
Wind: +0,8 m/s
| Platz | Name                | Nation              | Zeit (s) |
| ----- | ------------------- | ------------------- | -------- |
| 1     | Usain Bolt          | Jamaika             | 19,40 WL |
| 2     | Walter Dix          | USA                 | 19,70    |
| 3     | Christophe Lemaitre | Frankreich          | 19,80 NR |
| 4     | Jaysuma Saidy Ndure | Norwegen            | 19,95    |
| 5     | Nickel Ashmeade     | Jamaika             | 20,29    |
| 6     | Bruno de Barros     | Brasilien           | 20,31    |
| 7     | Rondel Sorrillo     | Trinidad und Tobago | 20,34    |
| DNF   | Alonso Edward       | Panama              |          |

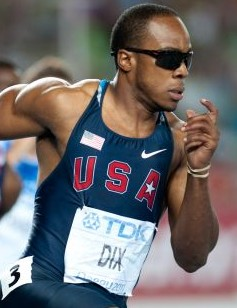
Walter Dix wurde wie zuvor über 100 Meter Vizeweltmeister
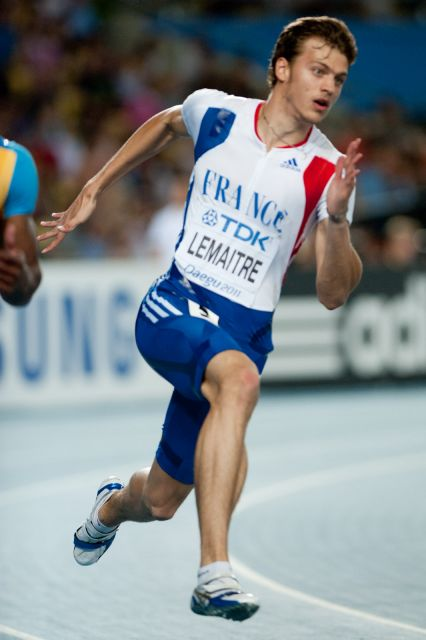
Christophe Lemaitre sprintete mit französischem Rekord zu Bronze
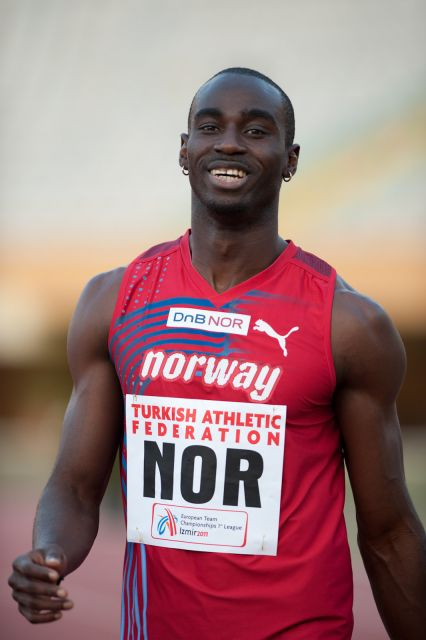
Jaysuma Saidy Ndure blieb als Vierter wie die Medaillengewinner unter zwanzig Sekunden
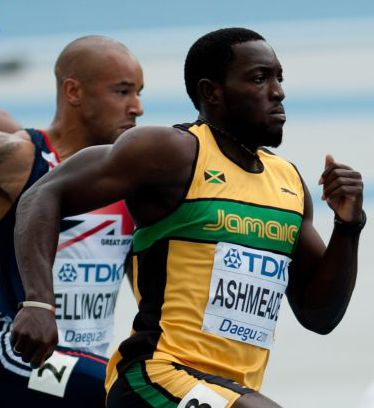
Nickel Ashmeade belegte Rang fünf
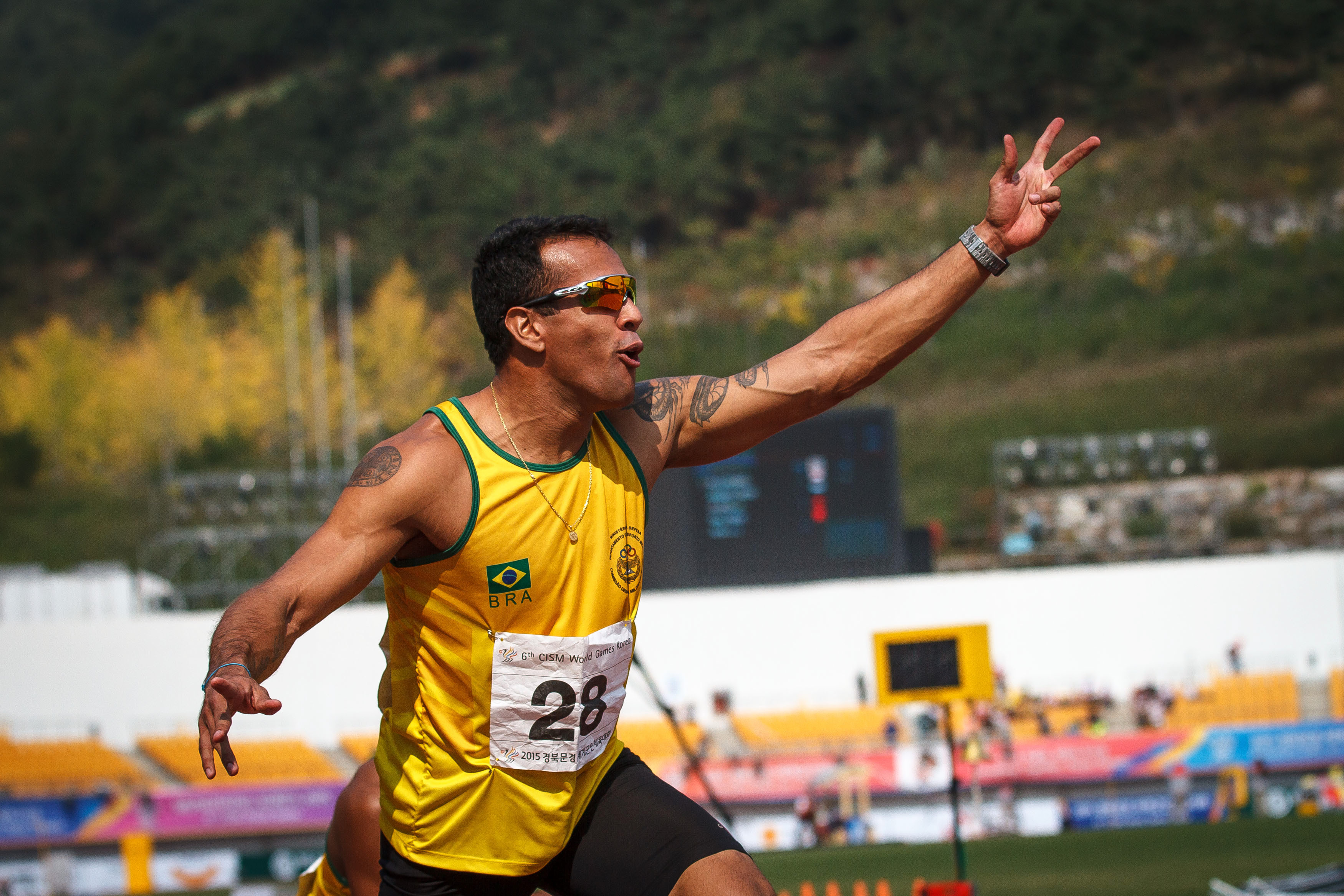
Bruno de Barros kam auf den sechsten Platz
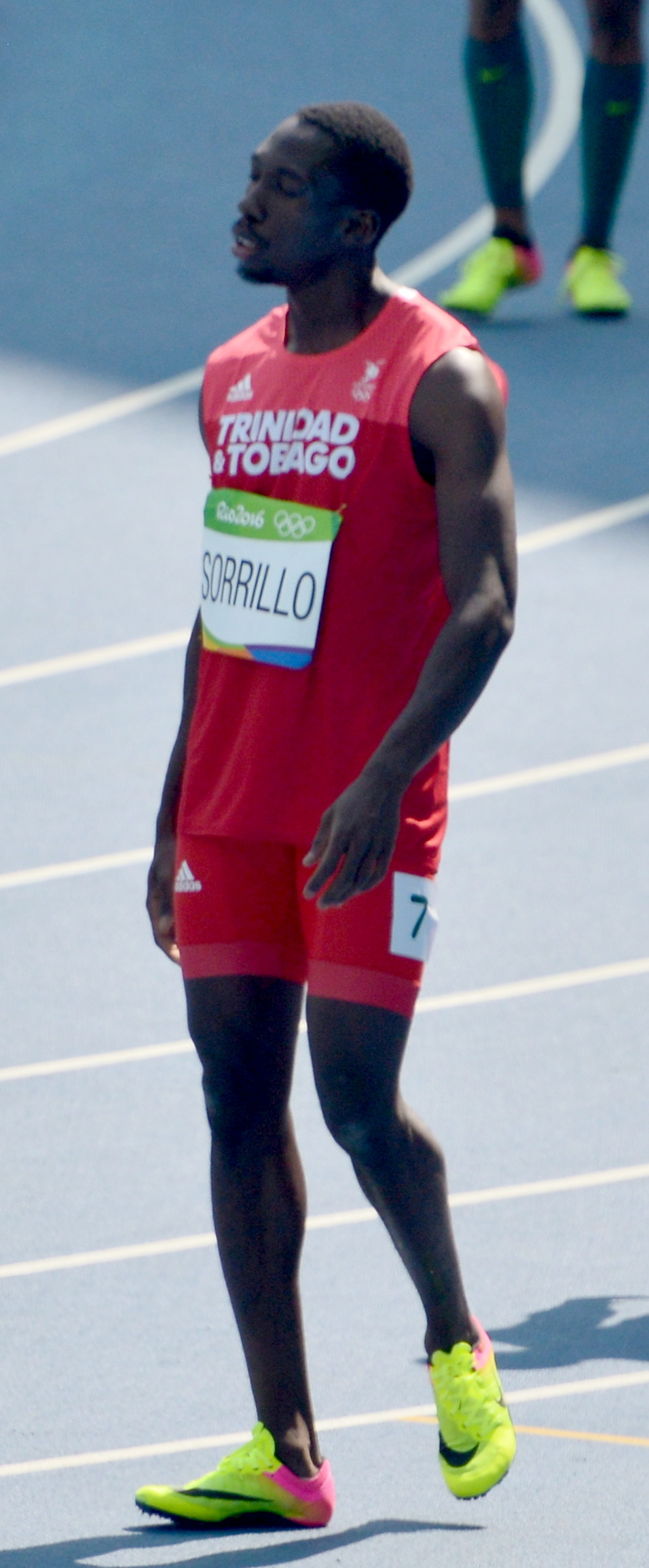
Der siebtplatzierte Rondel Sorillo
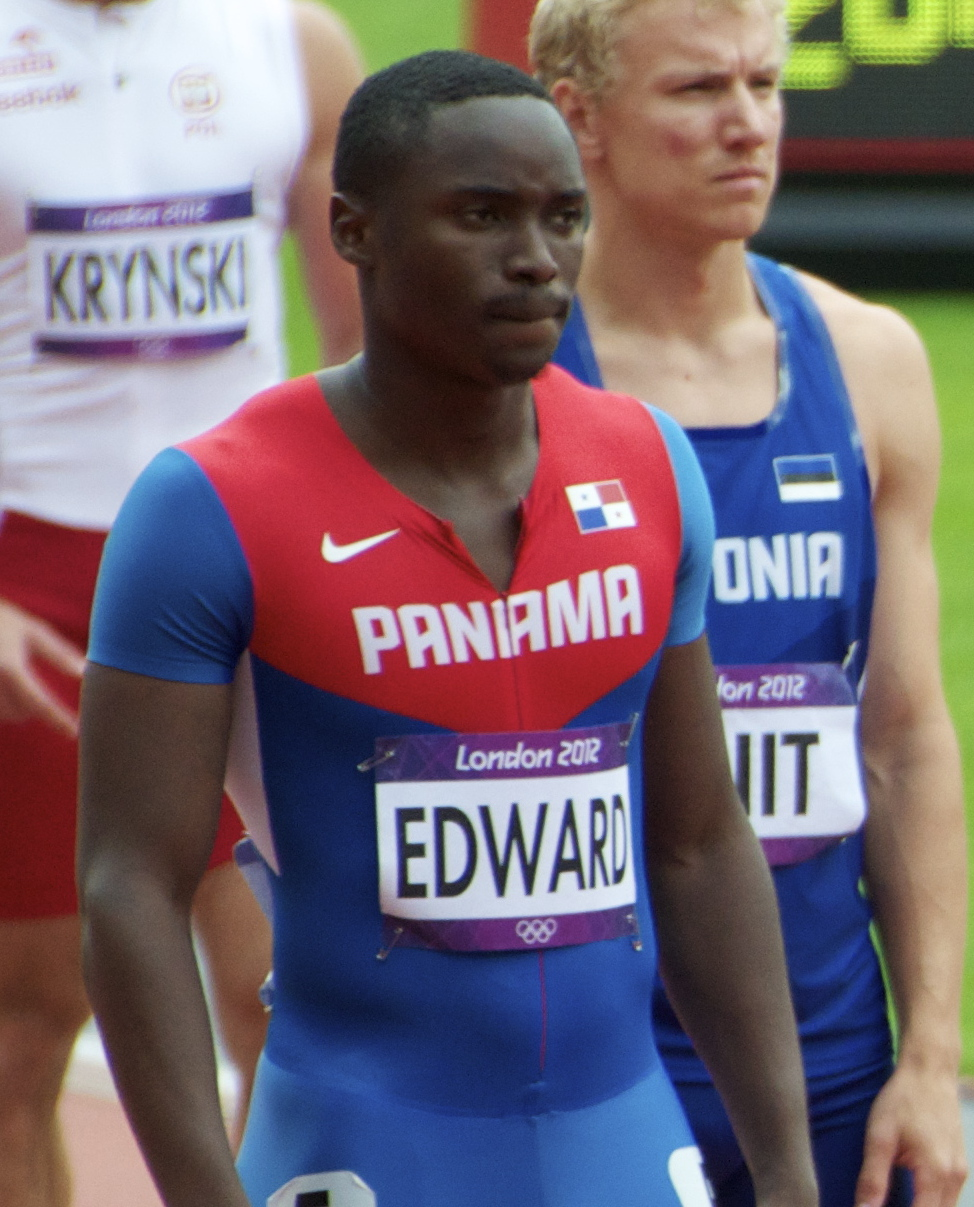
Alonso Edward erreichte im Finale nicht das Ziel

## Video
- Usain Bolt Wins 200m at 2011 World Championships in 19.40 seconds, youtube.com, abgerufen am 18. Dezember 2020